# 诸葛厷
诸葛厷（？—？），一作宏，字茂远，琅邪阳都人，诸葛绪之子，诸葛冲的弟弟，诸葛厷才能出众，在西晋官至司空主薄。
诸葛厷少年的时候不愿学习，他和王衍谈了一次话，就表现出与众不同的禀性。王衍赞叹道：“你天赋超群，如果能稍微用心学业，就一定会出人头地的。”诸葛厷看了《老子》、《庄子》后，再和王衍交谈，就和王衍不相上下了。
诸葛厷在西晋时，岁数不大就声名远播，深受王衍的器重，当时人们也把他和王衍相比。诸葛厷后来遭到继母家族的陷害，被诬告狂妄叛逆。即将流放时，诸葛厷的朋友王衍等人到囚车前和他告别。诸葛厷问：“朝廷为什么要流放我？”王衍说：“有人说你狂妄叛逆。”诸葛厷说：“叛逆该杀头，狂妄怎么就流放！”